# Rhaebo haematiticus
Rhaebo haematiticus är en groddjursart som först beskrevs av Cope 1862.  Rhaebo haematiticus ingår i släktet Rhaebo och familjen paddor. IUCN kategoriserar arten globalt som livskraftig. Inga underarter finns listade i Catalogue of Life.